# Christian-Auguste d'Anhalt-Zerbst
Christian-Auguste, né le 29 novembre 1690 à Dornbourg et mort le 16 mars 1747 à Zerbst, est un prince de la maison d'Ascanie (branche d'Anhalt), fils de Jean-Louis Ier d'Anhalt-Dornbourg. En tant que prince d'Anhalt, il est d'abord souverain de la principauté d'Anhalt-Dornbourg, puis, à partir de 1742, de toute la principauté d'Anhalt-Zerbst. 
Il est surtout connu comme père de Sophie Frédérique Augusta d'Anhalt-Zerbst (1729-1796), impératrice de Russie à partir de 1762 sous le nom de Catherine II. 

## Biographie

### Origines familiales et formation

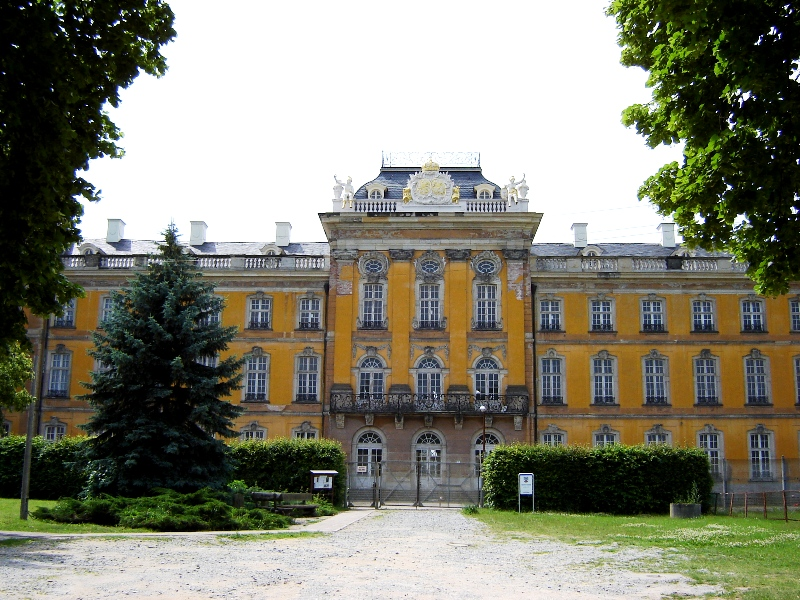
Château de Dornbourg.

Né au château de Dornbourg (dans l'actuelle commune de Gommern en Saxe-Anhalt), il est le troisième fils de Jean-Louis Ier (1656-1704), prince d'Anhalt-Dornbourg depuis 1667, et de son épouse la baronne Christine Eleonore von Zeutsch (1666–1699). Issu d'un mariage morganatique, Christian-Auguste et ses frères et sœurs sont oficiellement reconnus comme princes du Saint-Empire par l'empereur Léopold Ier en 1689.

### Carrière
Tout d'abord capitain du Garde du roi et chef de compagnie de Zieten à pied, c'est un officier de haut rang dans l'armée prussienne sous les règnes de Frédéric-Guillaume Ier (1688-1740), puis de Frédéric II (1712-1786). Il a reçu les insignes de chevalier dans l'ordre de l'Aigle noir le 24 mai 1725. 
Le 22 janvier 1729, il est nommé commandant de la place de Stettin en Poméranie et réside dès lors au château ducal. Sa fille Sophie Frédérique Augusta y naît le 21 avril 1729 et y passe son enfance avant de partir pour la Russie en 1744. En 1741, il est nommé gouverneur de la province de Poméranie par Frédéric II de Prusse. Le 16 mai 1742, il est élevé au rang de Generalfeldmarschall.
Après la mort de leur cousin Jean-Auguste le 7 novembre 1742, Christian-Auguste et son frére aîné Jean-Louis II ont pris le gouvernement de la principauté d'Anhalt-Zerbst.

### Mariage et descendance
Le 8 novembre 1727 au château de Vechelde (Brunswick-Wolfenbüttel), Christian-Auguste épouse Jeanne-Élisabeth (1712-1760), fille du prince Christian-Auguste de Holstein-Gottorp et sœur du roi Adolphe-Frédéric de Suède. 
Ils ont cinq enfants dont deux meurent en bas âge et un à 12 ans :
- Sophie Auguste Frédérique (Catherine II) ;
- Guillaume Christian Frédéric (17 novembre 1730-27 août 1742) ;
- Frédéric-Auguste, prince d'Anhalt-Zerbst (1734-1793) ;
- Auguste Christine Charlotte (10 novembre 1736-24 novembre 1736) ;
- Élisabeth Ulrique (17 décembre 1742-5 mars 1745).